# Sidi Bouzid (Algeria)
Sidi Bouzid è un comune dell'Algeria, situato nella provincia di Laghouat.